# Карачакова-Картина, Ирина Николаевна
Ири́на Никола́евна Карачакова (1919, с. Уйбат, Усть-Абаканского района, Хакасская автономная область — 1989, Ленинград) — скульптор, член Союза художников СССР с 1957.

## Биография

Портрет матери Е. П. Картиной

Художница — из богатого и знатного рода хакасских баев Картиных — «Последняя принцесса Хакасии», как её называют.
Окончила Санкт-Петербургский государственный академический институт живописи, скульптуры и архитектуры имени И. Е. Репина (мастерская В. Синайского, 1949).
Как скульптор работала в художественном фонде г. Ленинграда, имела мастерскую. Оригинальность дарования вела её к поискам сочной, энергичной пластики. Об этом говорят её работы «Портрет шахтера Балыкова», «Портрет хакаски», «Портрет археолога М. П. Грязнова», «Портрет Вали Араштаевой», «Портрет Ирины Кидиековой» и др.
В 1957 стала победителем конкурса «Солнце», который должен был увековечить 250-летие присоединения Хакасии к России. Её проект (совместно с И. И. Фоминым) был признан лучшим.
Карачакова-Картина — известный коллекционер. Вместе с мужем — Г. И. Козаченко, искусствоведом Русского музея, а после его смерти — одна, сумела собрать произведения русских, западноевропейских и восточных мастеров живописи, декоративно-прикладного искусства, переданных в дар по завещанию Хакасскому краеведческому музею и известных как «Наследие И. Н. Карачаковой».

## Память
- Торжественно отмечалось 90-летие со дня рождения И. Н. Карачаковой-Картиной.[3]